# نادي ريو برانكو
نادي ريو برانكو الرياضي (بالبرتغالية: Rio Branco Esporte Clube) نادي كرة قدم برازيلي . تم تأسيس النادي في سنة 1913 .